# Jonathan Tiernan-Locke

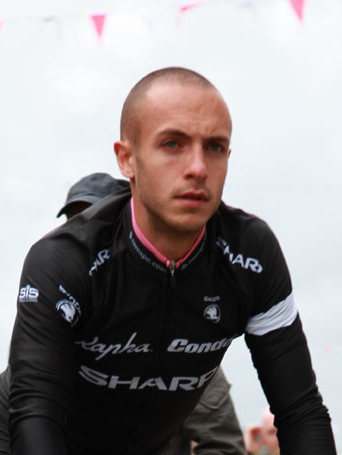
Jonathan Tiernan-Locke bei der Tour of Britain 2011

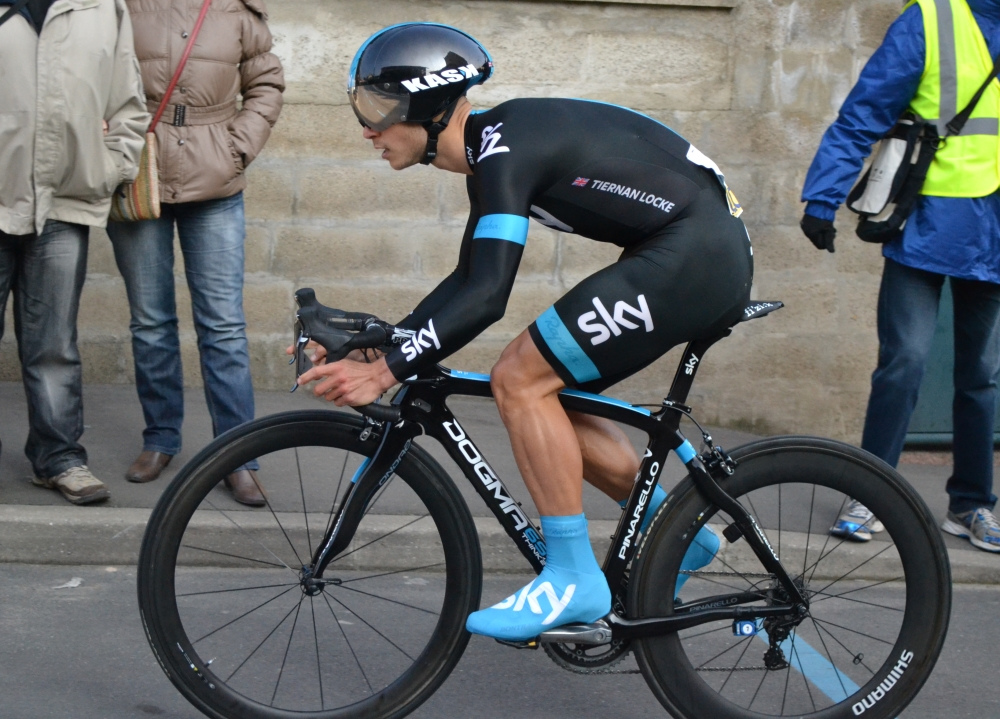
Tiernan-Locke bei Paris-Nizza 2013

Jonathan Tiernan-Locke (* 26. Dezember 1984 in Plymouth) ist ein ehemaliger britischer Radrennfahrer, der nach seiner erfolgreichsten Saison 2012 wegen Doping gesperrt wurde.

## Karriere
Jonathan Tiernan-Locke begann seine Karriere 2009 beim Team Plowman Craven-Madison, nachdem er zuvor schon bei einigen nationalen Rennen erfolgreich war. Ab 2010 fuhr Tiernan-Locke für das britische Continental Team Rapha Condor-Sharp. In seinem ersten Jahr dort gelang ihm mit dem Sieg auf der 5. Etappe des FBD Insurance Rás sein erster Erfolg bei einem Rennen des internationalen Kalenders. 2011 konnte er die 4. Etappe der Vuelta a León für sich entscheiden. Im Jahr 2012 wechselte er zum Team Endura Racing und schaffte dort seinen endgültigen Durchbruch mit Gesamtsiegen bei der Tour Méditerranéen, der Tour du Haut-Var, der Tour Alsace und der Tour of Britain. Hinzu kamen noch fünf Etappensiege. Nach diesen Ergebnissen wurde er für die Saison 2013 vom Team Sky verpflichtet, konnte aber an seine bisherigen Leistungen nicht anknüpfen.
Nachdem im September 2013 der Weltradsportverband UCI von Tiernan-Locke eine Erklärung für verdächtige Werte in seinem Biologischen Pass verlangte, setzte ihn sein Team nicht mehr ein. Im Dezember wies die UCI den britischen Verband an, gegen Tiernan-Locke ein Disziplinarverfahren wegen Dopings zu eröffnen, da sich nach Auswertung des Biologischen Passes ein Dopingverstoß ergebe. Tiernan-Locke bestritt jeden Regelverstoß. Im Juli 2014 wurde er für zwei Jahre bis zum 31. Dezember 2015 gesperrt. Sein Sieg bei der Tour of Britain 2012 und sein 19. Platz bei den UCI-Straßen-Weltmeisterschaften 2012 wurden ihm aberkannt, da nach Auskunft der UCI bei diesen beiden Rennen die Abnormalitäten im biologischen Profil klar zu identifizieren gewesen seien. Das Team Sky löste hierauf seinen Vertrag mit sofortiger Wirkung.
Die Sperre von Jonathan Tiernan-Locke wurde im August 2014 von der britischen Dopingagentur UKAD bestätigt; dessen Erklärung für „wild abnormale“ Blutwerte seien „nicht ausreichend.“ Tiernan-Locke habe gegen die Entscheidung keinen Einspruch eingelegt, so die UKAD, so dass er endgültig bis zum 31. Dezember 2015 gesperrt ist. Nach seiner Anhörung vor der UKAD bezeichnete er dieses Gremium öffentlich als „mickey mouse court“, eine Äußerung, die der Präsident der UCI und frühere Präsident von British Cycling, Brian Cookson, als „foolish“ (dt.= albern, dumm) kritisierte. Tiernan-Locke sei dabei, sich „tiefer und tiefer in ein Loch zu graben“.
Im Februar 2017 erklärte Tiernan-Locke seinen Rücktritt vom Radsport, nachdem es ihm nicht gelungen war, ein neues Team zu finden.

## Erfolge
2010
- eine Etappe FBD Insurance Rás

2011
- eine Etappe Vuelta a León

2012
- Gesamtwertung und zwei Etappen Tour Méditerranéen
- Gesamtwertung und eine Etappe Tour du Haut-Var
- Gesamtwertung und zwei Etappen Tour Alsace
- Gesamtwertung Tour of Britain[3]

## Teams
- 2009 Plowman Craven-Madison
- 2010 Rapha Condor-Sharp
- 2011 Rapha Condor-Sharp
- 2012 Endura Racing
- 2013 Sky ProCycling
- 2014 Team Sky (bis Juli)